# ینس بودمر
ینس بودمر (انگلیسی: Jens Bodemer؛ زادهٔ ۲۰ ژانویهٔ ۱۹۸۹) بازیکن فوتبال اهل آلمان است.
از باشگاه‌هایی که در آن بازی کرده‌است می‌توان به باشگاه فوتبال کارلسروهه اشاره کرد.